# Lago del Zött
Lago del Zött – sztuczny zbiornik wodny w kantonie Ticino w Szwajcarii, w Alpach Lepontyńskich. Powstał przez przegrodzenie zaporą Zött niewielkiego cieku wodnego, spływającego spod lodowca Basòdino na końcu doliny Bavona w grupie górskiej Alpy Ticino i Verbano.

## Charakterystyka
Zbiornik powstał w dolnej części rozległego kotła lodowcowego, opadającego w kierunku północno-wschodnim spod wysokiej grani ze szczytami (od północy na południe): Marchhorn (2924 m n.p.m.), Kastelhorn (3128 m n.p.m.) i Basòdino (3273 m n.p.m.). Zasila go niewielki ciek wodny spływający spod lodowca Basòdino, uchodzący niespełna kilometr poniżej zapory do potoku Bavona.
Jezioro ma powierzchnię 0,13 km² i objętość 1,65 mln m³. Zlewisko jeziora ma niewielką powierzchnię, zaledwie 9,5 km². 36-metrowej wysokości tama łukowa o podwójnej krzywiźnie została ukończona w 1967. Maksymalny roboczy poziom lustra wody w zbiorniku wynosi 1940,20 m n.p.m., minimalny 1925 m n.p.m. Dno zbiornika przy zaporze leży na wysokości 1916 m n.p.m..
Zaporę wybudowało i jej właścicielem jest przedsiębiorstwo Maggia Kraftwerke AG (Ofima; it. Officine Idroelettriche della Maggia SA) z siedzibą w Locarno.
Wody zbiornika łączą się podziemną sztolnią z wodami położonego na tej samej wysokości zbiornika Lago di Robièi i stamtąd wraz z nimi i wodami z wyżej położonego zbiornika Lago dei Cavagnöö spływają kolejną podziemną sztolnią do usytuowanych niżej kaskadowo trzech elektrowni wodnych.

## Turystyka
Piesze dojście do zbiornika prowadzi dobrą drogą od położonej na tej samej wysokości równinki Robièi u stóp zapory Lago di Robièi, dokąd można dojechać koleją linową z San Carlo w dolinie Bavona. Wzdłuż wschodnich i południowych brzegów zbiornika biegnie znakowana ścieżka, który umożliwia wykonanie pętli po stokach kotła, powyżej jeziora, a poniżej leżącego wyżej lodowca Basòdino (najwyższy punkt ścieżki przekracza nieco poziomicę 2400 m n.p.m.).